# Élections législatives saint-luciennes de 2011
Les Élections législatives saint-luciennes de 2011 se sont déroulées à Sainte-Lucie le 28 novembre 2011. Elles sont remportées par le Parti travailliste de Sainte-Lucie, qui était auparavant dans l'opposition.

## Système électoral
Les 17 membres de l'Assemblée sont élus au Scrutin uninominal majoritaire à un tour dans 17 circonscriptions uninominales. Après les élections, ces dix-sept membres élus votent pour élire le Président de l'Assemblée, qui peut venir de l'extérieur de la Chambre, ce qui peut donc porter le nombre de personnes composant l'Assemblée à 18.

## Résultats
|                        |                                          |         |       |      |        |               |  |  |  |
| Parti                  | Parti                                    | Votes   | %     | +/–  | Sièges | +/–           |  |  |  |
|                        | Parti travailliste de Sainte-Lucie (SLP) | 42 456  | 50,99 | 2,67 | 11     | 5             |  |  |  |
|                        | Parti uni des travailleurs (UWP)         | 39 100  | 46,96 | 4,38 | 6      | 5             |  |  |  |
|                        | Mouvement démocratique national (NDM)    | 200     | 0,24  | Nv   | 0      | Nv            |  |  |  |
|                        | Mouvement du peuple lucien (LPM)         | 143     | 0,17  | Nv   | 0      | Nv            |  |  |  |
|                        | Les Verts Luciens (LG)                   | 23      | 0,03  | Nv   | 0      | Nv            |  |  |  |
|                        | Indépendants                             | 1 338   | 1,61  | 1,27 | 0      | en stagnation |  |  |  |
|                        |                                          |         |       |      |        |               |  |  |  |
| Votes valides          | Votes valides                            | 83 260  | 97,91 |      |        |               |  |  |  |
| Votes blancs et nuls   | Votes blancs et nuls                     | 1 775   | 2,09  |      |        |               |  |  |  |
| Total                  | Total                                    | 85 035  | 100   | –    | 17     | en stagnation |  |  |  |
| Abstention             | Abstention                               | 66 431  | 43,96 |      |        |               |  |  |  |
| Inscrits/Participation | Inscrits/Participation                   | 151 466 | 56,14 |      |        |               |  |  |  |

## Analyse
Le Parti travailliste gagne 11 sièges sur 17, les six sièges restants allant à l'autre parti majeur, le Parti uni des travailleurs. Ces deux partis sont les seuls à avoir présenté autant de candidats que de sièges à ces élections.